# Marcia nuziale (film)
Marcia nuziale è un film a episodi del 1966 di Marco Ferreri.

## Trama
Il film è composto di quattro episodi (Prime nozze, Il dovere coniugale, L'igiene coniugale, La famiglia felice) che hanno per tema la crisi dell'istituzione matrimoniale nella società contemporanea.

### Prime nozze
Due coppie dell'alta borghesia "combinano" le nozze tra Camilla e Lutero, i rispettivi cani di razza purissima e di nobile discendenza. Dopo un lungo fidanzamento, durante il quale la cagnetta illibata è costretta a indossare un paio di mutandine, il matrimonio viene effettivamente celebrato presso il notaio e consumato nello studio del veterinario, che ha predisposto una lussuosa camera nuziale.

### Il dovere coniugale
Dopo avere messo a letto il figlio, un padre di famiglia cerca invano di avere un rapporto con la troppo romantica e un po' frigida moglie: quest'ultima tergiversa finché non riesce ad addormentarlo.

### L'igiene coniugale
L'episodio è ambientato a New York. Frank partecipa con la moglie a una sorta di terapia di gruppo con altre coppie sposate, tra cui un sacerdote che ribadisce più volte la necessità di avere una vita sessuale fantasiosa per "salvare il matrimonio". Dapprima imbarazzato, Frank finirà per consumare un adulterio con la padrona di casa.

### La famiglia felice

Tognazzi nell'episodio La famiglia felice

All'inizio dell'episodio appare la scritta "Nel terzo millennio saremo felici!".
L'istituzione matrimoniale è stata salvata grazie all'invenzione di bambole antropomorfe che sostituiscono mogli, mariti, figli e amanti. Il protagonista vive felice su un'isola con la moglie, un modello B del 1986, finché l'arrivo di un uomo più giovane, sposato con un modello Z del 1999 di più pregiata fattura, lo mette in crisi. Dopo aver pregato invano il giovane di prestargli la moglie, il protagonista si ritira sconfortato in una grotta, dove racconta la sua delusione alla moglie, che si mette a piangere.

## Produzione
L'episodio Igiene coniugale è stato girato a New York; l'episodio La famiglia felice nell'isola di Giannutri.

## Censura
Il film ebbe notevoli difficoltà di concessione da parte della censura, che in un primo momento ne negò completamente la distribuzione a causa di una ritenuta "offesa al buon costume [...] non conforme alla media moralità ed al comune senso del pudore del nostro Paese". Con numerosissimi tagli (si passò da 2477 metri di pellicola a 2230 metri) e altrettanti stravolgimenti di dialogo, aggiunti al divieto ai minori di 18 anni, il film venne autorizzato alla distribuzione.
Nel 1981 la Rai acquisì i diritti di trasmissione televisiva della pellicola, ma per poter abbassare la limitazione ai minori di 14 anni (massima limitazione per poter trasmettere i film in televisione all'epoca) eliminò ulteriormente 71 metri di pellicola.
Tuttavia, al giorno d'oggi il film viene trasmesso dalle reti Rai nella versione originaria presentata alla censura dal regista, con la presenza sia di tutti i dialoghi immodificati, sia con tutte le scene eliminate nell'edizione cinematografica prima che nell'edizione televisiva successiva.